# Braunsapis associata
Braunsapis associata là một loài Hymenoptera trong họ Apidae. Loài này được Michener mô tả khoa học năm 1961.